# بوفنيشوار كومار
بوفنيشوار كومار (مواليد 5 فبراير 1990) هو لاعب كريكت هندي يلعب حالياً في نادي صن رايزرز حيدر آباد.